# Creil
Creil település Franciaországban, Oise megyében. Lakosainak száma 36 494 fő (2022. január 1.). Creil Nogent-sur-Oise, Apremont, Montataire, Saint-Maximin és Verneuil-en-Halatte községekkel határos.

## Története
Creil Credulium néven már Dagobert idejében is fennállott. V. Károly mellette, az Oise szigetén egy nagy kastélyt építtetett, amelyben VI. Károly őrültsége korában sokáig tartózkodott.

## Népesség
A település népességének változása:
| Lakosok száma | 976  | 1196 | 1550 | 2223 | 3181 | 4539 | 35 575 | 35 800 | 35 970 | 36 494 |
|               | 1793 | 1806 | 1831 | 1846 | 1856 | 1866 | 2015   | 2018   | 2020   | 2022   |